# 戸ケ崎 (西尾市)
戸ケ崎（とがさき）は、愛知県西尾市の地名。

## 地理

### 交通
- 愛知県道319号西尾環状線
- 名鉄西尾線桜町前駅

### 施設
- 明専寺
- 戸ヶ崎公園

## 歴史

### 地名の由来
「戸」は狭い場所のことであり、台地が岬のように出た地形に由来するという。

### 沿革
- 江戸時代 - 三河国幡豆郡戸ケ崎村として所在[1]。西尾藩領[1]。
- 1889年（明治22年） - 久麻久村大字戸ヶ崎となる[2]。
- 1906年（明治39年） - 西尾町大字戸ヶ崎となる[2]。
- 1953年（昭和28年） - 西尾市大字戸ヶ崎となる[2]。
- 1954年（昭和29年） - 西尾市戸ヶ崎町となる[2]。
- 1967年（昭和42年） - 一部が桜町・緑町に編入される[2]。
- 1977年（昭和52年） - 一部が戸ヶ崎・道光寺・新渡場に編入される[2]。また、戸ヶ崎町・道光寺町・緑町・新渡場町・志貴野町の各一部により、戸ヶ崎が成立[2]。

### WEB
1. ↑  “読み仮名データの促音・拗音を小書きで表記するもの(zip形式) 愛知県” (zip).   日本郵便 (2024年2月29日). 2024年3月26日閲覧。
2. ↑  “市外局番の一覧” (PDF).   総務省 (2022年3月1日). 2022年3月22日閲覧。
3. ↑  “ナンバープレートについて”.   一般社団法人愛知県自動車会議所. 2024年1月21日閲覧。

### 書籍
1. 1 2 3  「角川日本地名大辞典」編纂委員会 1989, p. 879.
2. 1 2 3 4 5 6 7  「角川日本地名大辞典」編纂委員会 1989, p. 880.